# Jessica Jones (1.ª temporada)
A primeira temporada de Jessica Jones, série de televisão americana baseada na personagem de mesmo nome da Marvel Comics, mostra uma ex-super heroína que que abre sua própria agência de detetive após o fim de sua carreira de super-herói nas mãos de Kilgrave. Se passa no Universo Cinematográfico Marvel (MCU/UCM), compartilhando continuidade com os filmes e outras séries de televisão da franquia. A temporada foi produzida pela Marvel Television em associação com ABC Studios e Tall Girls Productions, com Melissa Rosenberg sendo a showrunner.
Krysten Ritter estrela como Jones, enquanto David Tennant interpreta Kilgrave. Os dois são acompanhados pelos principais membros do elenco: Mike Colter, Rachael Taylor, Wil Traval, Erin Moriarty, Eka Darville e Carrie-Anne Moss. Jessica Jones entrou em desenvolvimento no final de 2013, com Rosenberg reformulando uma série que ela havia desenvolvido anteriormente para o canal ABC. Ritter foi escalada como Jones em dezembro de 2014, e a produção foi em Nova York de fevereiro a agosto de 2015. A temporada aborda questões de estupro e assalto, e sempre foi destinado a ser muito mais "adulto" do que outros projetos da Marvel, particularmente em termos de sexo. A cinematografia do show se inspirou no noir, enquanto a empresa de efeitos visuais Shade VFX se concentrou em criar efeitos "invisíveis" que apoiariam sua abordagem realista.
Os dois primeiros episódios da temporada estrearam em Nova York em 17 de novembro de 2015, com a temporada completa de 13 episódios lançados em Netflix no dia 20 de novembro para uma alta audiência e aclamação crítica. Os críticos elogiaram os desempenhos de Ritter e Tennant, bem como o tom noir da temporada, a abordagem da sexualidade e a cobertura de temas mais sombrios como estupro, agressão e transtorno de estresse pós-traumático. A temporada recebeu um Prêmio Peabody na categoria de "Programas de entretenimento e crianças" e um Prêmio Hugo para dramas de forma curta. Jessica Jones foi renovada para uma segunda temporada em 17 de janeiro de 2016.

## Episódios
| N.º na série | N.º na temp. | Título                                              | Dirigido por       | Escrito por                                                                                 | Lançamento             |
| --- | ------------ | --------------------------------------------------- | ------------------ | ------------------------------------------------------------------------------------------- | ---------------------- |
| 1 | 1            | "AKA Ladies Night" "Moça Bonita Não Paga"           | S. J. Clarkson     | Melissa Rosenberg                                                                           | 20 de novembro de 2015 |
| Jessica Jones, uma investigador particular alcoólica "dotada de" força sobre-humana e que consegue voar, entrega uma intimação para tira o dono do clube Gregory Spheeris para o advogado Jeri Hogarth (que está tendo um caso com a sua assistente Pam atrás das costas de sua esposa Wendy Ross-Hogarth), expondo suas habilidades a ele no processo. Quando não trabalhava, Luke Cage, um proprietário de bar que vê a bar, espiona Jessica e oferece seu álcool livre como uma promoção de "Mulher bonita não paga", levando os dois a dormirem juntos. Ela fica chateada depois de ver uma foto de uma mulher na casa dele. Jones é abordada por Barbara e Bob Shlottman, depois que sua filha Hope começou a agir de forma diferente e desapareceu. Jones descobriu que Hope pode ter sido levada por Kilgrave, um homem com habilidades de controle de mente, que uma vez controlou a Jessica, deixando-a com estresse pós-traumático, e que acreditava que ela estava morta. Jones quer fugir, mas é convencida por sua amigo e irmã Trish Walker para ajudar Hope. Jones encontra Kilgrave, que comanda Hope para que mate seus pais.                    |              |                                                     |                    |                                                                                             |                        |
| 2 | 2            | "AKA Crush Syndrome" "Síndrome de Esmagamento"      | S. J. Clarkson     | Micah Schraft                                                                               | 20 de novembro de 2015 |
| Jones é investigada pelo detetive Oscar Clemons, que descobre as fotos que ela tirou da Cage. Jones mentiu para Cage que ela tinha sido contratada pelo marido de uma mulher com quem Cage dormiu. Cage, sem saber que a mulher era casada, confronta a mulher sobre isso, e quando ela vai para o marido, ele ataca Cage com um grupo. Jones ajuda a lutar contra os homens, e descobre que a Cage é dotado de pele inquebrável. Hogarth concorda em representar Shlottman se Jones pode provar que Kilgrave existe. Jones lembrou que deixou Kilgrave para morrer depois que ele foi atingido por um ônibus, e agora rastreia o motorista da ambulância que o pegou. O motorista doou seus dois rins para Kilgrave, e agora está em diálise. Jones encontra o médico que administrava anonimamente a máquina de diálise. Ele concorda em testemunhar para Shlottman, e revela que ele operou em Kilgrave sem anestesia, pois isso teria bloqueado as habilidades de Kilgrave. Quando Hogarth se encontra com Shlottman, o último revela que Jones já estava sob o controle de Kilgrave também.                                                                  |              |                                                     |                    |                                                                                             |                        |
| 3 | 3            | "AKA It's Called Whiskey" "Codinome Uísque"         | David Petrarca     | História por : Liz Friedman Roteiro por : Scott Reynolds                                    | 20 de novembro de 2015 |
| Jones e Cage ligam seus poderes mútuos, enquanto Jones também rastreia um anestésico de grau cirúrgico para subjugar Kilgrave com. Hogarth, agora se divorciando de sua esposa e não querendo arriscar-se e sua reputação, apesar do testemunho do médico, organiza-se para Walker para entrevistar Shlottman sobre Kilgrave ao vivo no programa de rádio. Walker pede que alguém que acredite ter sido abordado ou controlado por Kilgrave contatar Hogarth, antes de insultar publicamente Kilgrave no ar. Irritado, Kilgrave envia ao sargento da polícia Will Simpson para matar Walker, com Jones tendo que usar o anestésico em Walker para convencer Simpson de que ele realizou suas ordens. Jones segue Simpson de volta para Kilgrave, que ordena que Simpson ande de uma varanda. Jones novamente convence Simpson de que ele executou essa ordem ao derrubá-lo e levá-lo para a rua abaixo, dizendo a ele como ele acorda que ela o pegou. Procurando pela casa que Kilgrave estava ocupando, Jones descobre uma sala cheia de fotografias dela. |              |                                                     |                    |                                                                                             |                        |
| 4 | 4            | "AKA 99 Friends" "99 Amigos"                        | David Petrarca     | Hilly Hicks, Jr.                                                                            | 20 de novembro de 2015 |
| Jones aceita um caso da designer de jóias Audrey Eastman, que procura provas de que o marido trapaceia. Jones chama o marido de Eastman para um encontro com sua namorada apenas para descobrir uma armadilha estabelecida por Eastman, que culpa as pessoas superdotadas pela morte de sua mãe durante o "incidente" e que aprendeu dos poderes de Jones da Spheeris. Irritada quando ela lembra a morte de seus próprios pais, Jones convence os Eastmans a deixá-la sozinha com um show de seu poder e um blefe sobre o número de outros talentosos na cidade. Hogarth e Jones processam um grande número de pessoas que alegaram ter sido controladas por Kilgrave, formando um grupo de apoio para aqueles legitimamente afetados por ele. Simpson tenta pedir desculpas a um Walker assustado sobre sua ação enquanto estiver sob o controle de Kilgrave; Eles eventualmente se relacionam com a experiência. Jones usa imagens de vigilância fornecidas por Simpson e pistas oferecidas pelo grupo de apoio de Kilgrave para saber que o fotógrafo que a espia para Kilgrave é seu vizinho viciado em drogas, Malcolm Ducasse.                             |              |                                                     |                    |                                                                                             |                        |
| 5 | 5            | "AKA The Sandwich Saved Me" "O Sanduíche me Salvou" | Stephen Surjik     | Dana Baratta                                                                                | 20 de novembro de 2015 |
| Jones lembra seu breve tempo como um super-herói enquanto ela analisa se salvar Ducasse ou usá-lo como meio de localizar Kilgrave. Walker e Simpson começam um relacionamento romântico com Jones, de má vontade, permitindo que ele ajudasse em uma trama para capturar Kilgrave. A Simpson fornece habilidades e contatos de operações ex-especiais, incluindo o acesso a uma sala hermeticamente fechada em que Kilgrave poderia ser mantida uma vez que os efeitos do anestésico desaparecem. Eles seguem Ducasse para sua reunião diária com Kilgrave, onde as fotografias de Jones são trocadas por drogas, que Kilgrave forçou Ducasse a se tornar viciada, então ele obedeceria a Kilgrave, mesmo depois que seus poderes desapareceram, depois de cerca de 12 horas sem contato. Simpson atira Kilgrave com o anestésico; Jones se recusa a deixá-lo matar Kilgrave para que ele possa ser usado para provar Shlottman inocente. Jones recebe Kilgrave para Walker e o carro de fuga, mas eles são atacados por guarda-costas contratados que escapam com o inconsciente Kilgrave. Jones então resolve ajudar Ducasse a superar seu vício.               |              |                                                     |                    |                                                                                             |                        |
| 6 | 6            | "AKA You're a Winner!" "Você Ganhou!"               | Stephen Surjik     | Edward Ricourt                                                                              | 20 de novembro de 2015 |
| Kilgrave usa seus poderes para ganhar um jogo de poker e gasta seus ganhos na casa de infância de Jones. Depois de pagar um colega para vencê-la, Shlottman confessou a Jones que ela está grávida do filho de Kilgrave e tentou abortar. Jones lhe dá uma pílula de aborto; Hogarth secretamente leva os restos fetais. Cage contrata Jones para ajudar a encontrar o irmão de alguém que tenha provas sobre a morte da esposa de Cage, Reva Connors. Connors tinha deixado as instruções da Cage para encontrar uma caixa que ela tinha escondido, mas não estava lá quando ele olhou. Jones lembra Kilgrave tendo Connors levá-los para a caixa, com Jones cavando-o antes de matar Connors. Jones e Cage encontram o irmão desaparecido, e recebem o arquivo do motorista de ônibus que acidentalmente atingiu Kilgrave (e que Cage acredita em bater Connors). Ao ver que o motorista estava bêbado, Cage procura vingança. Jones intervém e confessa que Kilgrave a forçou a matar Connors. Cage sai, incapaz de perdoá-la por esconder a verdade e instigar um relacionamento íntimo com ele.                                                              |              |                                                     |                    |                                                                                             |                        |
| 7 | 7            | "AKA Top Shelf Perverts" "Segurança Máxima"         | Simon Cellan Jones | Jenna Reback & Micah Schraft                                                                | 20 de novembro de 2015 |
| Jones bêbada, pedido por Hogarth para convencer sua esposa a assinar papéis de divórcio, acerta Ross-Hogarth em um metrô e quase a mata. Ross-Hogarth se recusa a assinar os papéis. Ducasse ajuda Jones a voltar para o apartamento dela, onde eles acham seu vizinho Ruben, morto. Culpando sabiamente Kilgrave, Jones planeja um plano desesperado: prenda-se preso em uma prisão supermax, então quando Kilgrave inevitavelmente vem para ela, suas habilidades serão apanhadas na câmera. Walker e Simpson têm seu próprio plano, com Simpson seguindo os detalhes de segurança de Kilgrave, embora ele não conte a Walker quando ele os encontra na antiga casa de Jones. Ducasse dispõe do corpo de Ruben, embora Jones o encontre. Ao decretar seu plano, Jones vai a uma delegacia de polícia com a cabeça cortada de Ruben e confessa seu assassinato. Seu processamento é interrompido quando Kilgrave toma o controle da estação e declara seu amor por Jones, pois ela era a primeira pessoa a resistir a ele. Ele a convidou para "casa", e Simpson vê-se mais tarde quando Jones entra voluntariamente na casa com Kilgrave.                       |              |                                                     |                    |                                                                                             |                        |
| 8 | 8            | "AKA WWJD?" "O que Jessica Faria?"                  | Simon Cellan Jones | Scott Reynolds                                                                              | 20 de novembro de 2015 |
| Jones gasta vários dias vivendo com Kilgrave. Embora ele pegue seu telefone para que ela não possa gravá-lo, ela secretamente recebe o Simpson quando o pega entrando furtivamente na casa para plantar uma bomba. Não está disposto a deixar Kilgrave morrer até que Shlottman seja livre, Jones diz a Kilgrave sobre a bomba. Kilgrave, em um esforço para provar que sua natureza foi forçada a ele, mostra Jones um pendrive (que Connors tinha escondido na caixa), contendo imagens de seus pais experimentando sobre ele como uma criança, e ele acabou parando por seu comando. Jones mostra Kilgrave que ele pode fazer o bem com seus poderes, convencendo-o a salvar várias pessoas. Ela visita Walker e pergunta se ela deve ficar com Kilgrave e tentar usar suas habilidades para mudar o mundo para sempre. Quando Jones, sabendo que Kilgrave prejudicará alguns de seus "servos", se ela não retornar, volta para Kilgrave, ela usa uma distração para incapacitá-lo e voa com ele. Então, Simpson está gravemente ferida por sua própria bomba, que Kilgrave deixou para ele.                                                                   |              |                                                     |                    |                                                                                             |                        |
| 9 | 9            | "AKA Sin Bin" "Cartão Amarelo"                      | John Dahl          | Jamie King & Dana Baratta                                                                   | 20 de novembro de 2015 |
| Walker corre com Simpson para o hospital, onde ele insiste em ver um Dr. Kozlov de seus dias como um sargento do exército. Kozlov dá-lhe algumas pílulas, e seus ferimentos curaram milagrosamente. Jones aprisiona Kilgrave no quarto hermeticamente fechado, onde planeja torturá-lo até que ele revele suas habilidades na câmera. Hogarth adverte-lhe que isso perderia seu caso no tribunal, e que o D.A. Ofereceu um acordo de 20 a 20 anos para Shlottman se ela se declarar culpada. Jones convence Shlottman a não aceitar o acordo e planeja um novo plano. A partir das imagens dos experimentos de Kilgrave, Jones descobre os nomes de seus pais, Louise e Albert Thompson, e de fotografias percebe que sua mãe é membro do grupo de apoio. Jones a enfrenta e Albert, e convence-os a enfrentar seu filho. Jones também convence Clemons a comparecer como testemunha. Na cela, Kilgrave é arrependido, mas Louise tenta matá-lo para impedi-lo de ferir alguém de novo, e ele a faz matar. Jones salva Albert de um destino semelhante, mas Kilgrave escapa.                                                                                      |              |                                                     |                    |                                                                                             |                        |
| 10 | 10           | "AKA 1,000 Cuts" "Mil Cortes"                       | Rosemary Rodriguez | Dana Baratta & Micah Schraft                                                                | 20 de novembro de 2015 |
| Kilgrave obriga Hogarth a levá-lo a um médico; Ela vai para Ross-Hogarth, esperando Kilgrave forçá-la a assinar seus papéis de divórcio, mas Kilgrave ordena a Ross-Hogarth que mate Hogarth com mil cortes. Pam chega e mata Ross-Hogarth para detê-la. Thompson revela que as habilidades de Kilgrave são um vírus que ele libera, e que uma vacina poderia ser criada a partir do sangue de Jones, como Jones parece ter se tornado imune à influência de Kilgrave. Simpson, sob a influência das drogas de Kozlov (que melhoram o desempenho do combate e dor adormecida) chega à célula, onde Clemons está protegendo a evidência necessária para prender Kilgrave. Com a matança de Kilgrave, Simpson mata Clemons e destrói a evidência. Ele encontra Walker com Thompson, que não conseguiu criar a vacina, mas ela manda Simpson embora quando ela vê o quão instável ele é, conseguindo tirar algumas das pílulas dele no processo. Kilgrave deixa Shlottman libertado da prisão e a troca por seu pai; Shlottman se mata, liberando Jones para matar Kilgrave.                                                                                         |              |                                                     |                    |                                                                                             |                        |
| 11 | 11           | "AKA I've Got the Blues" "Azul para Acalmar"        | Uta Briesewitz     | Scott Reynolds & Liz Friedman                                                               | 20 de novembro de 2015 |
| Jones lembra-se de acordar depois de um acidente de carro como o único membro sobrevivente de sua família e ser adotado pelos Walkers em um golpe de publicidade pela mãe adotiva abusiva de Trish, para ajudar a reforçar a fama de Trish como a estrela de televisão infantil 'Patsy!' Jones descobriu suas habilidades pouco depois. Agora, Jones cobre a morte de Shlottman e o envolvimento de Kilgrave nela, e começa a procurar morgues pelo corpo de Thompson como líder. Afetado por uma crescente falta de sono, Jones é ferido em um acidente, mas consegue encontrar o corpo de Clemons e deduz que Simpson o matou em vez de Kilgrave. Ela concorda em se encontrar com Simpson, e ele a ataca em seu apartamento, dominando os Jones feridos. Walker chega e usa as pastilhas de Simpson para ajudar Jones a vencê-lo. Não utilizado para as pílulas, Walker requer atenção médica. Quando ela se recupera no hospital, Kozlov recupera o inconsciente Simpson do apartamento de Jones, e Kilgrave avisa a Jones que ele encontrou Cage; Jones encontra a própria Cage, a tempo de ver seu bar explodir com ele dentro.                             |              |                                                     |                    |                                                                                             |                        |
| 12 | 12           | "AKA Take a Bloody Number" "Entre na Fila"          | Billy Gierhart     | Hilly Hicks, Jr.                                                                            | 20 de novembro de 2015 |
| Cage sobrevive à explosão e revela a Jones que ele foi ordenado por Kilgrave para destruir seu bar. Walker descobre que Kozlov trabalha para "IGH", uma empresa que também pagou as contas médicas da Jones após o acidente de carro da sua infância e, potencialmente, desempenhou um papel na sua capacidade de ganhar. Depois que Cage relata os eventos que levaram à explosão, em que ele seguiu Jones para enfrentar Kilgrave, eles percebem que Kilgrave está mantendo a Thompson viva para tentar aumentar suas habilidades e pode estar testando seu crescente controle sobre as pessoas. Enquanto eles investigam, Cage perdoa Jones por seu papel na morte de Connors, e os dois começam a crescer de novo novamente. Eles encontram uma boate onde Kilgrave testou seus poderes aprimorados e são confrontados com ele lá. Ele revela que ele controlou Cage o tempo todo, tendo feito ele perdoar Jones para ganhar sua confiança, e agora liberta Cage on Jones, escapando enquanto eles lutam. A polícia logo chega e é dominada pela Cage, mas Jones consegue atirar na cabeça com uma das suas espingardas no ponto em branco.                   |              |                                                     |                    |                                                                                             |                        |
| 13 | 13           | "AKA Smile" "Sorria!"                               | Michael Rymer      | História por : Jamie King & Scott Reynolds Roteiro por : Scott Reynolds & Melissa Rosenberg | 20 de novembro de 2015 |
| Com Cage inconsciente e requer atenção médica, a enfermeira Claire Temple—que tem experiência anterior em tratar indivíduos especiais—concorda em cuidar dele enquanto Jones rastreia Kilgrave, que não está satisfeito com os esforços de Thompson para aumentar suas habilidades até agora. Thompson tem usado os restos fetais que Hogarth manteve e acredita que uma dose completa de sua droga extraída agora pode fazer Kilgrave poderoso o suficiente para controlar Jones. Usando o telefone de Cage, Jones atormenta Kilgrave para o apartamento de um casal rico, a quem ele escravizou, a tempo de ver Thompson morrer. Cage desperta e decide sair. Jones confronta Kilgrave no iate do casal, onde leva Walker como refém. Quando Jones permite isso, Kilgrave acredita que ele finalmente tem controle sobre ela novamente. No entanto, quando ele diz a ela para dizer "Eu amo você", Jones diz isso para Walker, e encaixa o pescoço de Kilgrave. Jones é preso pelo assassinato, mas Hogarth assegura sua libertação, deixando-a para receber chamadas de pessoas ao redor da cidade que ouviram falar de seu heroísmo e buscam sua assistência. |              |                                                     |                    |                                                                                             |                        |

## Elenco e personagens
| - Krysten Ritter como Jessica Jones - Mike Colter como Luke Cage - Rachael Taylor como Patricia "Trish" Walker - Wil Traval como Will Simpson - Erin Moriarty como Hope Shlottman - Eka Darville como Malcolm Ducasse - Carrie-Anne Moss como Jeri Hogarth - David Tennant como Kilgrave | - Susie Abromeit como Pam - Robin Weigert como Wendy Ross-Hogarth - Kieran Mulcare como Ruben - Clarke Peters como Oscar Clemons - Colby Minifie como Robyn - Danielle Ferland como Clair - Gillian Glasco as Emma - Ryan Farrell as Jackson - Paul Pryce as Donald - Lisa Emery as Louise Thompson - Michael Siberry como Albert Thompson | - Royce Johnson como Brett Mahoney - Rosario Dawson como Claire Temple |

## Produção

### Desenvolvimento
Em outubro de 2013, a Marvel e a Disney anunciaram que a Marvel Television e a ABC Studios forneceria a Netflix séries em live-action centralizadas em torno do Demolidor, Jessica Jones, Punho de Ferro e Luke Cage, levando até uma minissérie baseada nos Defensores. Melissa Rosenberg serviu como showrunner para a série. para ser reconfigurada como um uma "página de início" de um projeto original, ela tinha desenvolvido em dezembro de 2010 para a ABC. Em dezembro de 2014, foi revelado que o título era para ser Marvel's A.K.A. Jessica Jones, mas foi renomeado para Marvel's Jessica Jones. A temporada se consiste ao todo, em 13 horas de episódios.

### Enredo
Os redatores da temporada trabalharam em Los Angeles, com um membro da equipe de redação em Nova York para filmagens. A atriz Carrie-Anne Moss falou sobre como que os roteiros se desenvolveram através da produção da temporada, explicando que o diálogo geralmente não muda muito durante as filmagens, mas cenas foram alteradas para acomodar os locais de filmagem, quando necessário. Rosenberg afirmou que, uma vez que Jones é uma investigadora particular, haveria alguns elementos procedurais ao programa, "mas esse não é nosso foco. Existem casos. Em particular, que há um grande caso que é carregado ao longo da temporada." O chefe da Marvel Television, Jeph Loeb, disse que "a diversão em ser um detetive particular é que a linha entre o legal e o que não é legal fica muito desfocada... a sua unidade nem sempre é necessariamente para resolver o caso, tanto quanto como é para ir para frente, 'Ok, posso pagar o aluguel? Como eu vou passar esse dia?'" Ele também acrescentou que a inspiração para a temporada veio de "filmes noir dos anos 40" e "filmes como Chinatown."
Descrevendo o tom da temporada, Loeb disse: "Quando começamos a falar de Daredevil, nós prometemos que estávamos contando uma história que foi primeiro um drama criminal e depois uma série de super-herói. Isso é mais um thriller psicológico. Isso fala com quando você pensa sobre o que aconteceu com Jessica e que tipo de destruição é sua vida e como ela tentou juntá-la, e depois ter que confrontar a pessoa que desconstruiu seu mundo, é um lugar muito poderoso e emotivo para começar ". Ao abordar o estupro e o trauma na temporada, Rosenberg queria evitar na verdade, mostrar o estupro, que ela chamou de "narrativa preguiçosa" e, muitas vezes, uma forma de "apimentar" personagens masculinos e preferiu fazer apenas o trauma uma parte do dia a dia dos personagens que todo dia vivem um "problema" para ser abordado na temporada. Quando perguntada sobre a natureza adulta da temporada, incluindo o uso do sexo, Rosenberg explicou que a Marvel não permitiria apenas mostrar nudez e o uso da palavra "porra" na temporada. Em relação a todas as questões sociais abordadas pela temporada, como "questões de escolha, relações inter-raciais, violência doméstica, [e] problemas de consentimento", enquanto explorava "o feminismo e ser uma mulher neste mundo", Rosenberg disse: "Nunco foi nossa intenção entrar [para atingir uma questão social], e eu acho que no momento em que você pretende fazer isso, você está intensificando em uma caixa de sabão. Se você está cavando no lado obscuro da psique humana e todas as experiências diferentes que passamos, e como nós mulheres passamos, você vai encontrar essas coisas. Se você tratá-los com honestidade e com respeito, você também vai bater em questões sociais."

### Elenco
Os membros principais do elenco incluem Krysten Ritter como Jessica Jones, Mike Colter como Luke Cage, Rachael Taylor como Patricia "Trish" Walker, Wil Traval como Will Simpson, Erin Moriarty como Hope Shlottman, Eka Darville como Malcolm Ducasse, Carrie-Anne Moss como Jeri Hogarth, and David Tennant como Kilgrave.
Aparecendo em papéis recorrentes para a temporada, estão Susie Abromeit como Pam, Colby Minifie e Kieran Mulcare como Robyn e Ruben, Clarke Peters como Oscar Clemons, Michael Siberry e Lisa Emery comk Albert e Louise Thompson, e Robin Weigert como Wendy Ross-Hogarth. Danielle Ferland, Gillian Glasco, Ryan Farrell e Paul Pryce também se repetem como vítimas de Kilgrave que se juntam a um grupo de apoio estabelecido por Jones, Enquanto Rosario Dawson e Royce Johnson retomam seus papéis de Claire Temple e Brett Mahoney, respectivamente, de Daredevil.

### Design
Stephanie Maslansky voltou como designer de fantasia para Jessica Jones de Daredevil, e foi assistida no primeiro episódio de Jenn Rogien, que criou a jaqueta de couro de Jessica Jones, jeans desbotados e as botas. Com o traje de Jones, Maslansky disse que "considera sua roupa como uma armadura e um escudo e algo que a ajuda a manter a privacidade e distância de outras pessoas. Isso a impede de lidar com o resto da humanidade de uma certa maneira." Foram feitas pelo menos 10 versões do casaco de Jones, que começou como uma jaqueta de couro de motoqueiro da Acne Studios que tinha qualquer "sinos e assobios e quaisquer detalhes adicionais projeto supérfluo" removido. 20 pares de calças jeans foram usados, com ambos os conjuntos de roupas a serem envelhecidos.
Uma vez que o traje de Jones não evolui muito ao longo da temporada, Maslansky usou flashbacks para mostrar como seu traje evoluiu até o presente: para a Jessica Jones 'pré-Kilgrave', Maslansky deu ao personagem as roupas "mais puxadas" embora o tipo de roupa sejam "menos nervosas", não mudaram quem era como personagem, mas eram apenas "diferentes". Por exemplo, em um flashback de Jones, trabalhando em um ambiente corporativo, ela não veste um terno, em vez disso "usa seus jeans e encontra jaqueta uma muito legal, talvez uma coisa vintage, talvez alguma coisa que ela pediu emprestada a Trish". Para um flashback em que Jones usa uma grande fantasia de sanduíche, uma "variedade" de figurinos foi encomendada on-line, com o terno escolhido, ficara angustiado por "parecer sujo e velho"; "uma mera sombra de seu antigo sanduíche interior", tornando-se "mais um sanduíche gigante a um sanduíche". Em outro flashback, Jones imagina escapar do controle de Kilgrave. O vestido amarelo brilhante que o personagem usa na sequência dos sonhos foi escolhido por sua justaposição à situação real do personagem, com Maslansky chamando-o de "tão bonito e tão livre e tão leve".
Para Kilgrave, a Maslansky usou muitos ternos criados pelo designer Paul Smith, em vez de fazer o costume deles como planejava originalmente, já que Smith "tinha feito tudo sobre roxo" na temporada de moda anterior. Para o terno, Maslansky acrescentou que os designers "queriam encontrar um lugar onde pudesse utilizar roupas em tons de roxo, mas não ir tão por cima para que não parecesse bobo e que ele parasse de ser sinistro ou ameaçador." Expandindo sobre isso, Maslansky chamou a cor roxa de uma cor tradicionalmente "bastante amigável, e ele é qualquer coisa menos amigável. Então eu tive que encontrar maneiras de fazê-lo ser ameaçador e assustador e terrível. Achei que precisava da proporção certa de tons de púrpura para outros tons semelhantes: marinha, preto, marrom." Maslansky sentiu que Luke Cage também era alguém "que veste sua roupa como uma armadura", com seu guarda roupa consistindo de camisetas, jeans, jaquetas de couro ou uma jaqueta do exército. Para uma personagem como Trish Walker, que não tem o mesmo tipo de "fantasia de instrução" como Jones, Maslansky tentou criar um certo estilo de personalidade. Maslansky disse que o uniforme de Walker é a moda, então "mesmo quando ela estava caminhando pela casa, ela estava usando um par de jeans Rag & Bone com um top Chloé, e essa era a versão de uma camiseta e jeans". Maslansky acrescentou que Robin era "uma explosão de vestimenta" por causa de sua personalidade "peculiar", no entanto, ela ainda era capaz de "se unir esteticamente." Para Malcolm, à medida que sua história se tornou cada vez mais brilhante ao longo da temporada, o seu guarda-roupa também vinha se tornando "um pouco mais brilhante e um pouco mais esperançoso".

### Filmagens
Em fevereiro de 2014, a Marvel anunciou que Jessica Jones seria filmada em Nova York. Em abril, o editor chefe da Marvel Comics, Joe Quesada afirmou que o programa seria filmado em áreas do Brooklyn e Long Island City que ainda se parecem com a antiga Hell's Kitchen, além do bom trabalho no estúdio. A temporada entrou em produção em fevereiro de 2015 em Bronx, no Lehman College, com o título de produção Violet, e visou filmar cada episódio ao longo de nove dias, em média. As filmagens se concluiram no final de agosto. Outros locais de filmagem na cidade de Nova York foram incluídos: o East Village's Horseshoe Bar para o Bar do Luke; o 33rd Street PATH station e um trem do PATH; a área do 101st Street para o exterior do apartamento de Jessica (com as configurações do interior do apartamento sendo criadas em um estágio de som); Douglaston, Queens para a casa de infância de Jessica; o Angel Orensanz Center para a a luta de Jessica e Luke em "AKA Take a Bloody Number"; Williamsburgh Savings Bank Tower e o Píer 88 para locais em "AKA Smile"; o Meatpacking District; Nolita; perto da 39st Street, na entrada do Lincoln Tunnel; Tribeca; Bryant Park; Union Square; Gramercy Park; Greenpoint, Brooklyn, perto do Newtown Creek Wastewater Treatment Plant; Long Island City; Ponte do Queensboro na parte do Queens; Ponte de Manhattan; Brooklyn Navy Yard; Bethesta Terrace no Central Park; e na Cidade Industrial.
Quanto às inspirações na temporada, Loeb revelou que "Chinatown... foi uma das coisas que influenciaram Brian Michael Bendis e Michael Gaydos quando criaram a personagem. Então aqueles tiros bonitos, longos, largos, expansivos, onde as pessoas  entram e saem de dentro do quadro (frame) e alguém está em primeiro plano e então alguém está lá atrás e eles estão tendo uma conversa, isso é o que a torna interessante." O diretor de fotografia Manuel Bileter e a diretora de episódios S. J. Clarkson tiveram inspiração dos quadrinhos em termos de sua paleta de cores, enquanto procurava as obras de Wong Kar-wai como referência para criar composições "não convencionais", com Billeter explicando: "Havia muitos elementos de primeiro plano [e] espaço livre também, e nunca queríamos mostrar um quadro aberto. Queríamos criar uma sensação de claustrofobia." Billeter lançou a temporada com uma câmera Red Epic Dragon em 4K de resolução, com 5K usados para alguns tiros e efeitos visuais e com lentes Panavision PVintage; ele se concentrou principalmente em quadros estáticos e "de boa composição",
mas ocasionalmente empregava uma camera dolly ou steadicam. Para a iluminação, Billeter observou que muitas lâmpadas de rua de Nova York foram mudadas de lâmpadas de vapor de sódio para LEDs, então ele tentou recriar a "cor quente e suja do vapor de sódio" para cenas exteriores noturnas.
O designer de produção Loren Weeks descreveu a Hell's Kitchen da Marvel como tendo "um pouco mais da qualidade de [East] Village." Para alcançar a explosão no Bar do Luke, Weeks disse: "Não conseguimos tirar as janelas [na barra de ferradura], que são [compostas] de múltiplos quadros de vidro e metais pequenos. Nós não sabíamos de imediato que teríamos essa explosão quando o local foi escolhido... O que fizemos foi construir uma caixa à prova de fogo na entrada e tivemos um canhão lá dentro que explodiu a escombros e fumaça e fogo. E então fizemos um efeito de iluminação no interior e depois o resto da explosão foi manuseado por efeitos visuais." Para as cenas do trem e da estação do PATH, o gerente de localização Jason Farrar observou que a produção tinha uso exclusivo das faixas e da plataforma durante o dia em que o número de passageiros era baixo para obter seus tiros.

### Efeitos visuais
Shade VFX criou mais de 600 imagens de efeitos para a temporada, com efeitos "invisíveis", "com showpiece, ajudando a impulsionar os elementos mais sombrios da série." Portanto, o supervisor de efeitos Karl Coyner e a produtora Julie Long trabalharam em estreita colaboração com a equipe no set para "executar acrobacias, definir extensões, explosões, redes e sequências de fogo" ao filmar, ao invés de Shade criar esses efeitos digitalmente. Um efeito que Shade precisava criar era colorir a pele de Kilgrave para roxo "em algumas cenas-chave", onde ele está usando seus poderes, um aceno para a aparência da pele púrpura para uma repetição cômica.

### Músicas
Na San Diego Comic-Con Internacional de 2015, Sean Callery revelou que tinha composto as músicas para Jessica Jones, eventualmente afirmando que a música necessária para cada episódio variou de 9 a 20 minutos, totalizando aproximadamente 415 minutos de música para a temporada. Um álbum de trilha sonora para a temporada foi lançado digitalmente em 3 de junho de 2016.
Todas as músicas foram compostas por Sean Callery, exceto onde indicado.
| N.º            | Título                                          | Duração |  |
| 1.             | "Jessica Jones Main Title"                      | 1:09    |  |
| 2.             | "Then There's the Matter of You"                | 1:18    |  |
| 3.             | "Fire Escape Night Shift"                       | 4:16    |  |
| 4.             | "Alias Investigations"                          | 2:28    |  |
| 5.             | "Fight at Luke's Bar"                           | 2:21    |  |
| 6.             | "Nurse Jessica"                                 | 2:13    |  |
| 7.             | "Rescuing Hope from the Hotel Bed"              | 3:50    |  |
| 8.             | "Kidnapping Kilgrave"                           | 3:20    |  |
| 9.             | "Sleepover at Luke's"                           | 3:03    |  |
| 10.            | "Jessica on the Move"                           | 2:44    |  |
| 11.            | "Cockroach"                                     | 3:09    |  |
| 12.            | "Luke's Revenge on the Bus Driver"              | 2:31    |  |
| 13.            | "Elevator Massacre"                             | 2:52    |  |
| 14.            | "Looking for Kilgrave–Bus Accident Vision"      | 1:56    |  |
| 15.            | "Hospital Cat and Mouse"                        | 3:11    |  |
| 16.            | "Gift from Trish"                               | 2:55    |  |
| 17.            | "Kilgrave Escapes His Glass Prison"             | 1:41    |  |
| 18.            | "Tailing Malcolm"                               | 2:22    |  |
| 19.            | "Jessica Confesses to Luke"                     | 2:58    |  |
| 20.            | "Restaurant Flashback"                          | 1:48    |  |
| 21.            | "Jones–Cage Match"                              | 2:58    |  |
| 22.            | "Final Justice for the Purple Man"              | 2:33    |  |
| 23.            | "Maybe It's Enough the World Thinks I'm a Hero" | 2:17    |  |
| Duração total: | Duração total:                                  | 59:53   |  |

## Lançamento
Jessica Jones foi lançada em 20 de novembro de 2015 pelo serviço de streaming Netflix, em todos os territórios em que está disponível, em 4K Ultra HD. Em janeiro de 2015, um mês depois da Marvel anunciar uma versão da temporada para 2015, Sarandos tinha dito que era "muito difícil dizer agora" se a temporada realmente iria ser liberarada em 2015, com Netflix planejando lançar uma série da Marvel aproximadamente um ano separadas um da outra, após o lançamento de Daredevil, em abril de 2015. No entanto, a Netflix logo confirmou que a temporada seria lançada em 2015, anunciando em setembro de que a data do lançamento seria em 20 de novembro.

### Marketing
Em maio de 2015, a Marvel anunciou planos para limitar Alias, a revista em quadrinho na qual a série se baseia, com novas capas de David Mack, o artista de capa original dos quadrinhos, que também fornece obras de arte para os créditos de abertura da série. As reimpressões, que foram lançadas digitalmente em junho de 2015, e até a edição 15 em duas revistas comerciais em setembro, destinavam-se a celebrar a história de Jessica Jones e a apresentar novos públicos à personagem antes do lançamento da temporada. No final de setembro até o início de outubro, a Marvel e Netflix lançaram pequenos teasers para a temporada, que contou um dia de vida de Jones. Também no início de outubro, Marvel lançado digitalmente um revista one-shot de 12 páginas pela equipe criativa original de Alias— Bendis, Gaydos e Mack—ambientado no universo da série de televisão. O one-shot foi criado exclusivamenta para a New York Comic Con, onde uma versão impressa foi distribuída. As revistinhas mostram Jessica Jones entrar em contato com o personagem Turk Barrett, de Daredevil, para celebrar "o tecido conjuntivo que irá se construir entre as séries". Além disso, durante a New York Comic Con, a Marvel criou uma campanha de marketing de rua e exibiu "AKA Ladies Night" em 10 de outubro, enquanto os fãs da Marvel Booth podiam tirar a foto com a mesa da Alias Investigations (Codinome Investigações), com os olhos de Kilgrave aparecendo no fundo da animação final. A Marvel também se associou com a Uber durante o evento para fornecer passageiros selecionados com viagens de cortesia para ou da convenção em SUV's personalizadas.
Um trailer completo foi lançado no final de outubro, com Meagan Damore da Comic Book Resources sentindo que ajudou a estabelecer o mesmo tom como Daredevil e apresentou o "vilão mais assustador de Marvel" com Kilgrave. Ela também comparou Jessica com algumas das outras personagens femininas do UCM—Viúva Negra, Melinda May e Peggy Carter—sentindo que Jessica se destacou dos outros porque ela não tem "um sentido de união" e foi a mais compreensível por causa de sua luta com o trauma, e que a na época, teria a quantidade de espaço criativo necessário para explorar a personagem quando outras personagens femininas estavam faltando. Um segundo trailer foi lançado em 10 de novembro de 2015. Sarene Leeds, do The Wall Street Journal, sentiu que este trailer destacou o empoderamento, em comparação com o primeiro que "foi sobre a ilustração do medo por trás do passado de Jones". A estreia da temporada aconteceu em Nova York em 17 de novembro.

### Home Media
A temporada foi lançada na Região 4 em 7 de dezembro de 2016, em Blu-ray e DVD.

## Recepção

### Audiência
Como a Netflix não revela os números de audiência de assinantes para nenhuma das suas séries originais, o Symphony Technology Group compilou dados para a temporada com base em um tamanho de amostra de 15.000 pessoas usando software em seus telefones que mede a visualização de televisão detectando o som de um programa. De acordo com a Symphony, de setembro a dezembro de 2015, os episódios de Jessica Jones tiveram em média, 4.8 milhões de telespectadores durante um ciclo de visualização de 35 dias. Os dados foram apresentados por Alan Wurtzel, presidente dde pesquisa e desenvolvimento de mídia da NBCUniversal em uma apresentação destinada a fornecer "perspectiva" ao afirmar que "as plataformas digitais estão prejudicando o negócio da TV tradicional". O CCO (Diretor de Operações) da Netflix, Ted Sarandos, respondeu aos dados dizendo que "toda a metodologia e a medição e os dados em si não refletem qualquer sentido da realidade de qualquer coisa que acompanhemos." Um outro estudo da Symphony, durante o mesmo período, mostrou Jessica Jones como uma das quatro séries mais assistidas do grupo demográfico de 18 a 24 anos, à frente de qualquer série transmitida.

### Resposta da crítica
O Rotten Tomatoes informou uma classificação de aprovação de 93% com uma classificação média de 8.1/10 com base em 54 avaliações. O consenso crítico do site diz: "Jessica Jones constrói um drama multifacetado em torno de sua anti-heroína envolvente, entregando o que pode ser a franquia mais forte da Marvel na TV até agora." O Metacritic, que usa uma média razoável, atribuiu uma pontuação de 81 em cada 100 com base em 31 críticas, indicando o que o site considera ser uma "aclamação absoluta".
A busca adiantada do primeiro episódio na New York Comic Con foi recebido por uma reação muito positiva da multidão. George Marston do Newsarama deu ao primeiro episódio um 10 de 10, dizendo que a temporada "um equilíbrio entre o auto-conhecimento noir e flertes de primeira da Marvel com o terror psicológico... não apenas mais um sucesso da Marvel e Netflix, mas um momento de Marco para as super-heroínas na TV." Eric Goldman da IGN sentiu que "Jessica Jones começa com um forte episódio de estreia que... facilmente vai além de qualquer coisa no UCM em termos de sexualidade." Ele chamou Ritter de "uma carinhosa e duradoura, irônica" Jessica Jones e elogiou o elenco de apoio pelas fortes impressões que fizeram, depois deu ao episódio um 8,5/10. Evan Valentine of Collider.com deu ao episódio 5 estrelas de 5, sentindo que Tennant "ascenderia ao mesmo nível que o Loki de Tom Hiddleston e Wilson Fisk de Vincent D'Onofrio como uma das pedras angulares da vilania do UCM". Katharine Trendacosta de io9 também teve pensamentos positivos sobre "AKA Ladies Night" (o primeiro episódio), destacando o uso no episódio de luz e cor, especialmente com o roxo, e a forma como retrata Nova York como "realmente se parece", não muito brilhante ou limpa, mas [os personagens] não sofrem uma queda de energia sem fim também". Abraham Riesman observou a apresentação do episódio de sexualidade, que "foi chocante e honestamente, refrescantemente", em comparação com os outros filmes e séries de televisão de Marvel. Ele concluiu complementando sobre a apresentação da temporada nos tópicos de estupro e TEPT.
Analisando os primeiros sete episódios da temporada, Maureen Ryan do Variety deu avaliações positivas sobre Jessica Jones, afirmando que: "o programa, que apresenta uma performance excepcional de Krysten Ritter e a orientação segura da produtora executiva Melissa Rosenberg, não é apenas um candidato para a melhor série da Marcel, em uma cena de televisão extremamente cheia, é uma das novas dramas mais distintivas do ano." Jack Shepard, do The Independent, também nos primeiros sete episódios, sentiu que a temporada "não só combinava [com Daredevil], mas excedia as expectativas." Shepard deu elogios excepcionais ao Kilgrave de Tennant, sentindo que ele era um dos melhores vilões produzidos pela Marvel e, possivelmente, "o melhor vilão dos quadrinhos na tela desde o Coringa de Heath Ledger." Merrill Barr, da Forbes, afirmou que, depois de ver os primeiros sete episódios, "a resposta é um retumbante sim" se um raio pode cair duas vezes na Marvel Television, afirmando: "em termos inequívocos, Jessica Jones é a melhor coisa que a Marvel Television já produziu. Ela contém toda a antecipação esperançosa de [Agentes da] S.H.I.E.L.D., todos os conhecimentos feministas da Agente Carter e toda a força do Demolidor."
Dominic Patten, do Deadline.com, também deu elogios a temporada, particularmente a influência de Rosenberg sobre a cobertura de tópicos como "trantornos, abusos, estupros, humilhação e morte" e no elenco, destacando o Kilgrave de Tennant como o melhor papel do ator também como o melhor vilão do UCM. Mary McNamara, do Los Angeles Times, sentiu que Jessica Jones "reescreveu a definição de sobre-humano" e foi "uma maravilha", atribuindo que a temporada foi um exame "de tirar o fôlego" da recuperação de uma relação sexual, emocional e fisicamente abusiva. Daniel Fienberg para o The Hollywood Reporter também foi positivo, dizendo que a temporada "parece e se sente um pouco como uma série anti-herói da TV a cabo", mas é realmente mais uma história de pós-herói, tornando-a fascinante e única em um mercado que não falta de figurinhas de todos os tipos." Sua única crítica foi que "o programa compartilha a fixação monomaníaca de Jessica [em relação a Kilgrave] e o resultado é uma espécie de claustrofobia narrativa... Tudo nesses episódios de abertura são sobre Kilgrave e Kilgrave é uma figura tão distorcida que é difícil para qualquer luz para entrar." Melissa Maerz do Entertainment Weekly foi um pouco mais crítica em relação a temporada, a dando um "B".
Embora Maerz sentiu que Ritter era uma boa escolha para Jessica e gostava da cinematografia, sentiu que a temporada "poderia ter feito um drama de personagem corpulento se não fosse pelos clichês do noir (música de saxofone, sombras através do vidro) e uma estrutura procedural, isso é muito CSI: Marvel. A maior fraqueza do programma é igual à de Jessica: começa com um potencial extraordinário, mas, ao longo do caminho, perde o que a torna especial."
Goldman, depois de rever a temporada inteira, deu um 9.3 de 10. Ele elogiou todos os atores, a relação entre Jessica e Trish, e o episódio "Sin Bin", embora tenha sido crítico com o personagem Robyn. Além disso, Goldman também sentiu que a temporada gastou "muitas cenas dedicadas à luta conjugal de Jeri" e que atingiu seu pico "um pouco antes do final da temporada", semelhante a Daredevil, com a maioria dos momentos emocionantes no início da temporada.

### Prêmios e indicações
Jessica Jones foi incluída em várias listas de melhor série de televisão de 2015, ranking no People (1.º lugar, junto com Daredevil), Indiewire e The Star-Ledger (2.º lugar), NPR (3.º lugar), ScreenCrush (4.º lugar), Digital Spy (5.º lugar), Complex (6.º lugar), Vulture (7.º lugar), Slate Magazine (9.º lugar), e TV Guide's (11.º lugar). Também foi incluído em listas não classificadas de Maureen Ryan, do Variety, Mary McNamara of the Los Angeles Times, The Week, e Wired. Em dezembro de 2015, a IGN nomeou Jessica Jones, a melhor série original da Netflix, lançada até aquele mlmento, e foi nomeada como sendo uma das melhores séries dramáticas por Ryan,  bem como a décima melhor nova série de 2015 por Jeff Jensen do Entertainment Weekly. O The Atlantic nomeou "AKA WWJD?" como sendo um dos melhores episódios de 2015. Além disso, Jessica Jones foi a segunda série mais pesquisada no Google em 2015.
| Ano  | Prêmio                         | Categoria                                               | Recebedor                                                       | Resultado | Ref.    |
| ---- | ------------------------------ | ------------------------------------------------------- | --------------------------------------------------------------- | --------- | ------- |
| 2015 | TVLine                         | Performance em "AKA You're a Winner!"                   | Krysten Ritter                                                  | Venceu    | [ 105 ] |
| 2016 | People's Choice Awards         | Melhor ator em Sci-fi/Fantasia                          | David Tennant                                                   | Indicado  | [ 106 ] |
| 2016 | Critics' Choice Awards         | Melhor Atriz em uma Série Dramática                     | Krysten Ritter                                                  | Indicado  | [ 107 ] |
| 2016 | Dorian Awards                  | Performance do Ano – Atriz                              | Krysten Ritter                                                  | Indicado  | [ 108 ] |
| 2016 | Empire Awards                  | Melhor Série de Televisão                               | Jessica Jones                                                   | Indicado  | [ 109 ] |
| 2016 | Peabody Awards                 | Programas de entretenimento e crianças                  | Jessica Jones                                                   | Venceu    | [ 110 ] |
| 2016 | Nebula Awards                  | Ray Bradbury Award por excelente apresentação dramática | Scott Reynolds, Melissa Rosenberg, e Jamie King por "AKA Smile" | Indicado  | [ 111 ] |
| 2016 | Webby Awards                   | Realização Especial: Melhor Atriz                       | Krysten Ritter                                                  | Venceu    | [ 112 ] |
| 2016 | Glamour Awards                 | Atriz de TV Internacional                               | Krysten Ritter                                                  | Venceu    | [ 113 ] |
| 2016 | Saturn Awards                  | Melhor Ator                                             | David Tennant                                                   | Indicado  | [ 114 ] |
| 2016 | Saturn Awards                  | Melhor Atriz                                            | Krysten Ritter                                                  | Indicado  | [ 114 ] |
| 2016 | Saturn Awards                  | Melhor Nova Série de Televisão                          | Jessica Jones                                                   | Indicado  | [ 114 ] |
| 2016 | Television Critics Association | Programa Revelação                                      | Jessica Jones                                                   | Indicado  | [ 115 ] |
| 2016 | Hugo Awards                    | Melhor Apresentação Dramática - Forma Curta             | "AKA Smile"                                                     | Venceu    | [ 116 ] |
| 2016 | Gotham Awards                  | Série Inovadora – Forma Longa                           | Jessica Jones                                                   | Indicado  | [ 117 ] |